# Justizvollzugsanstalt Bernau

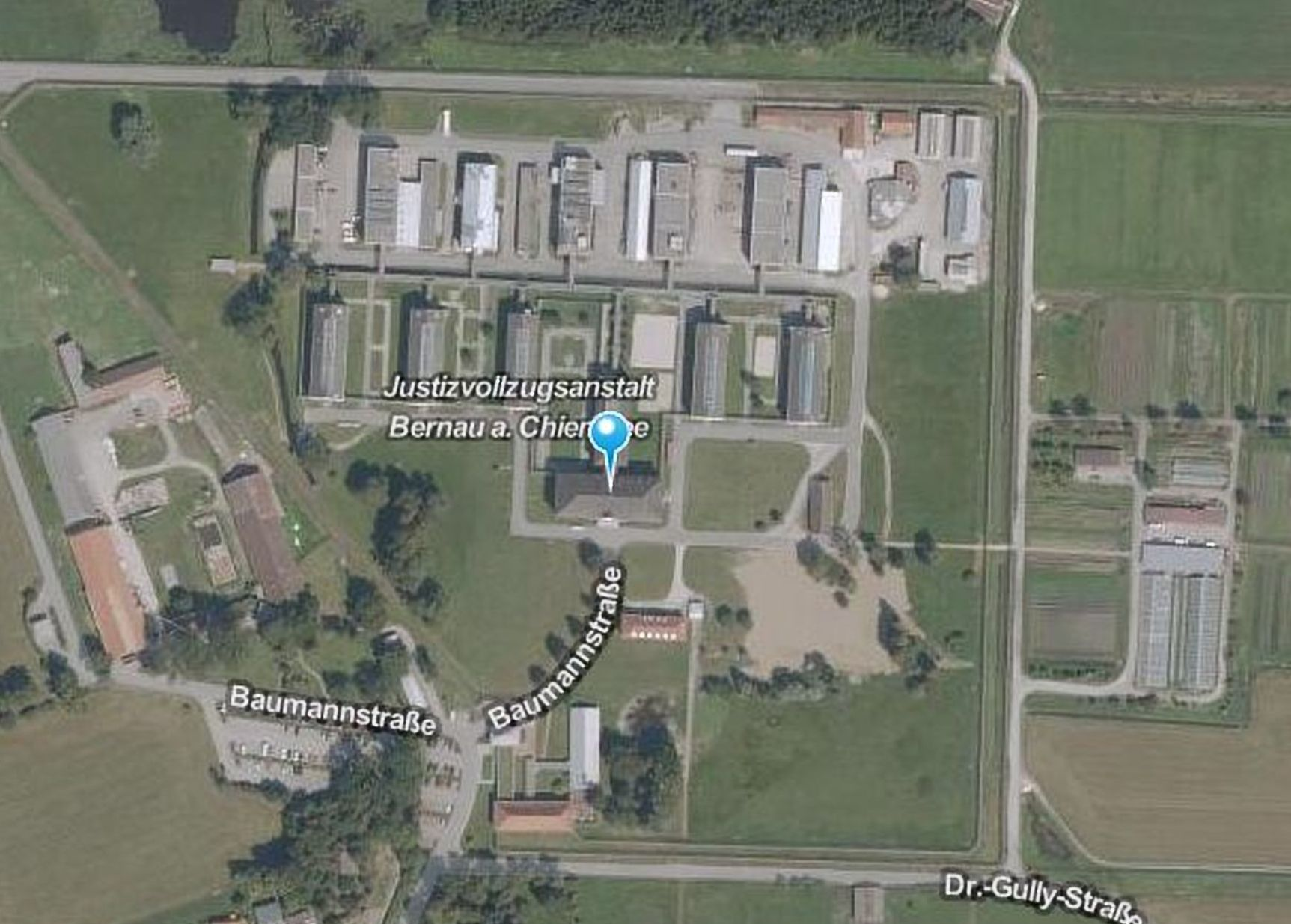
Luftbild von 2015

Die Justizvollzugsanstalt Bernau ist eine Justizvollzugsanstalt in Bernau am Chiemsee (Gemeindeteil Eichet) im oberbayerischen Landkreis Rosenheim. Außenstellen befinden sich in Traunstein und Bad Reichenhall.
In der Justizvollzugsanstalt findet der Regelvollzug statt (für drei Monate bis drei Jahre). Arbeitsbetriebe innerhalb der JVA sind: Bäckerei, Elektrobetrieb, Gärtnerei, Kfz-Betrieb, Kreativwerkstatt (WPA), Landwirtschaft (Viehhaltung von Kühen sowie Bewirtschaftung von 125 Hektar Feldern), Malerei, Metzgerei, Schlosserei, Schneiderei, Schreinerei, Schuhmacherei, Unternehmerbetriebe und Zimmerei.

## Geschichte

### Ab 1899 – Gefangenenanstalt Laufen, Außenstelle Bernau
Damit jederzeit billige Arbeitskräfte zur Verfügung stehen, wurden 1899 von der Gefangenenanstalt Laufen für Entwässerungsarbeiten erstmals 30 Gefangene in die Rottauer Filzen verbracht, um dort tagsüber in den Mooren zu arbeiten. Hintergrund war, dass Zivilarbeiter kaum verfügbar waren und zu hohe Löhne erforderten. Arbeitgeber war die kgl. bayr. Moorkulturanstalt, später die Landesanstalt für Moorwirtschaft.
Ab 1901 wurde auf die täglichen Transporte von und nach Laufen verzichtet und die Arbeiter blieben über den Sommer nach der Arbeit vor Ort. So wurde im gleichen Jahr die Außenstelle Bernau der Gefangenenanstalt Laufen eingerichtet. Die Häftlinge wurden dazu in einer Holzbaracke untergebracht. Schon 1911 wurden weitere Gefangenenbaracken in Bernau gebaut.

### 1920 bis 1940 – Strafanstalt Bernau
Im Dezember 1920 wurde diese Außenstelle eine selbständige Gefangenenanstalt, Mitte der 1920er Jahre mit 400 bis 500 Gefangenen in Holzbaracken. Von 1924 bis 1927 wurde das Hauptgebäude „Haus 1“ mit Gemeinschafts- und Zellenbau gebaut, fertiggestellt wurde es 1928. 1930 übernahm die Strafanstalt Bernau den Betrieb der Moorwirtschaftsstelle Bernau. 1939 hatte die Strafanstalt 800 Gefangene, von denen 600 Außenarbeiten zugewiesen waren. 1940 stieg die Anzahl durch Gefangene aus Ostmarklagern auf 970, dafür hatte die Strafanstalt 450 regulär vorgesehene Haftplätze.

### 1941 bis 1945 – Strafgefangenenlager für „Kriegstäter“
1941 wurde das Strafgefängnis Bernau in ein „Gefangenenlager für Kriegstäter mit Strafen bis zu 3 bzw. 5 Jahren umgewandelt“. „Kriegstäter“ waren Menschen, die verurteilt worden waren wegen „Hamsterei“, „Schwarzmarkten“, „Rundfunkverbrechen“, „Feindbegünstigung“, „Wehrkraftzersetzung“, „Fahnenflucht“, „Sabotage“ oder „Vorbereitung Hochverrat“. Etliche solch spezieller Straftatbestände mit extremem Strafmaß, auszusprechen durch Sondergerichte in Schnellverfahren, waren zu Kriegsbeginn 1939 eingeführt worden. Interniert waren hier vor allem Menschen aus der Tschechoslowakei, aber auch Belgien, Griechenland, Polen, Rumänien, Ungarn, vereinzelt auch Sinti und Roma sowie Juden. Ebenfalls 1941 übernahm die Strafanstalt Bernau das Gut Wessen bei Übersee, 1942 eröffnete sie das im April 1943 mit allen Gefangenenbaracken ausgebaute Außenlager in Rottau in den Kendlmühlfilzen, mit zunächst 100 Gefangenen: „Die in dem Gebäude unterzubringenden Gefangenen haben ausschließlich Torf zu stechen, also besonders schmutzige Arbeiten zu verrichten“. Die dort inhaftierten Gefangenen sollten bewusst „besonders schweren und anstrengenden Arbeiten“ ausgesetzt werden, diese bestand unter anderem aus Torfstechen und dem Schaufeln von Entwässerungsgräben, unter Aufsicht von teils brutalen, prügelnden Wachmännern. Einer hetzte seinen Hund auf die Häftlinge. Die United Nations War Crimes Commission führte das „Lager“ Bernau Anfang 1945 im Kompendium „Basic Handbook KLs (Konzentrationslager)“ auf, neben den Konzentrationslagern Dachau und Flossenbürg, sowie Stadelheim. Häftlinge in Bernau seien „Gerüchtserzähler“, „Schwarzhörer“, „Schwarzschlächter“ und „andere Volksschädlinge“. Mit Berufung auf eine deutsche Zeitung seien dort 1400 Insassen gewesen, aus ganz Bayern und den zugeordneten Protektoraten. Auch Laufen als Arbeitslager für Frauen wurde dort aufgeführt, mit 537 Insassinnen Ende 1943 und 800 Anfang 1944.
Ende Mai 1944 waren in der Strafanstalt Bernau zusammen mit dem unterstellten Frauen-Strafgefängnis Laufen und den Außenstellen 3296 strafgefangene Frauen und Männer inhaftiert, davon allein 2595 außerhalb der beiden Anstalten. So hatte Bernau nahe Außenkommandos im Torfwerk Rottau und Wessen, wie den entfernteren Lagerkomplex Uttendorf (Salzburg) mit den zugehörigen Lagern Wirtenbach, dem Gehöft Fellern in der Schneiderau, Tauernmoos und dem auf 2250 Metern Höhe gelegenen Weißsee mit zusammen 550 Strafgefangenen im Mai 1944, eingesetzt beim Stauseebau. Außenarbeitsstellen gab es zudem unter anderem in Ruhstorf (bei Simbach, 100 Häftlinge), Aham (bei Eiselfing, Dampfziegelei), sowie Fridolfing, Bruckmühl, Emmerting bei Burghausen (80 Häftlinge), Hörpolding (Traunreut), Prien am Chiemsee, Weichering, Schloss Mittersill (30 Häftlinge), Kematen in Tirol, Kolbermoor (140 Häftlinge) und Rosenheim („Rosenhausen“). Die Bewachung der Gefangenen wurde teils vom Wachpersonal der Strafanstalt Bernau, teils durch SS-Wachmänner übernommen.
Bernau war nicht zuletzt damit eines der fünf großen Strafgefangenenlager im nationalsozialistischen Deutschland. Während die Emslandlager gut erforscht sind, andere wie Rodgau-Dieburg und Oberems gut beschrieben, liegen zur Rolle des Strafgefangenenlagers Bernau mit seinen Außenlagern während des Nationalsozialismus 2011 nur rudimentäre Erkenntnisse vor. Berichtet wurde, dass in Folge von Prügel, mangelhaftem Essen und Bedingungen etliche Häftlinge starben, ebenso durch Erschießungen bei Fluchtversuchen. Die Anzahl der Todesopfer ist unbekannt. Es gab Bestattungen auf dem Gemeindefriedhof Bernau, jedoch keine Registrierung als Todesopfer des Nationalsozialismus. Eine Gedenkstätte gibt es nicht.

### Nachkriegszeit
1954 wurde drei Kilometer vom Haupthaus entfernt im Moor auf dem Gelände des ehemaligen Barackenlagers eine Teilanstalt mit 250 bis 300 Plätzen errichtet, das „Haus 9“. Die dort untergebrachten Personen waren bei der Moorkultivierung und beim Torfabbau beschäftigt.
1968 wurde das erste neue Zellengebäude bezogen, mit 100 Einzelhaftplätzen. Die Häftlinge errichten anschließend vier weitere Zellengebäude für jeweils 110 Gefangene, zudem ein Heizwerk, ein Wirtschaftsgebäude mit Großküche, Metzgerei und Bäckerei sowie zwei Gebäude mit Werkstätten. 1971 stellte die JVA Bernau den Torfabbau aus wirtschaftlichen Gründen ein.
Einige Gebäude aus den 1920er Jahren sind Baudenkmäler. In der ehemaligen Zimmerei befindet sich heute das Bayerische Moor- und Torfmuseum.

## Kritik
In einem Bericht, der im Juni 2023 erschien, bemängelte die Nationale Stelle zur Verhütung von Folter die Haftbedingungen in mehreren deutschen Gefängnissen. Besonders in der Justizvollzugsanstalt Bernau beklagte sie die Haft in besonders gesicherten Hafträumen, die sie mit einem Glaskäfig verglich. Außerdem sei eine Verständigung der inhaftierten Personen miteinander nur kniend durch Klappen in Fußbodenhöhe möglich. Diese Bedingungen seien für die inhaftierten Personen erniedrigend. Das Bayerische Staatsministerium der Justiz rechtfertigte die Haftbedingungen jedoch als bewährt und begründete sie mit dem erforderlichen Schutz der Beschäftigten vor besonders gefährlichen Inhaftierten. Außerdem sei eine Verständigung in Zimmerlautstärke möglich, unabhängig davon, ob die Klappe geöffnet ist oder nicht.